# تپه قارچی
تپه قارچی در شهرستان دورود، بخش مرکزی، روستای چقا بهرام واقع شده و این اثر در تاریخ ۲۴ اسفند ۱۳۸۳ با شمارهٔ ثبت ۱۱۷۲۸ به‌عنوان یکی از آثار ملی ایران به ثبت رسیده است.